# 358. strelska divizija (ZSSR)
358. strelska divizija (izvirno rusko 358. стрелковая дивизия; kratica 358. SD) je bila strelska divizija Rdeče armade v času druge svetovne vojne.

## Zgodovina
Divizija je bila ustanovljena avgusta 1941 v Buguruslanu.